# Oostelijke Bouwstreek in Groningen
De Oostelijke Bouwstreek in Groningen is een landbouwgebied in de Nederlandse provincie Groningen, dat grotendeels samenvalt met het  Oldambt. Daartoe behoren behalve de gemeente Oldambt delen van de gemeenten Eemsdelta, Midden-Groningen en Westerwolde.
De landbouwstatistiek van 1912 maakte onderscheid tussen de gebieden Klein-Oldambt, Oud-Oldambt en Nieuw-Oldambt. De toenmalige gemeente Delfzijl, waar in de Oosterhoek vergelijkbare omstandigheden golden als in de gemeente Termunten, werd bij het Klein-Oldambt gevoegd. Het Klein-Oldambt werd in 1957 omgedoopt tot Oost-Fivelgo, waarbij de gemeente Appingedam aan het gebied werd toegevoegd.
In 1991 koos de overheid voor een indeling in 66 landbouwgebieden, gebundeld in 14 groepen. Daarbij werden de landbouwgebieden van het Oldambt en Oost-Fivelgo samengevoegd tot Oostelijke Bouwstreek, waaraan de voormalige gemeente Bierum (sinds 1990 bij Delfzijl) werd toegevoegd.
De Oostelijke Bouwstreek werd voortaan beschouwd als onderdeel van de groep Oldambt en Veenkoloniën.